# Tenryū, Hamamatsu
Tenryū (天竜区 Tenryū-ku) là quận thuộc thành phố Hamamatsu, tỉnh Shizuoka, Nhật Bản. Tính đến ngày 1 tháng 10 năm 2020, dân số ước tính của quận là 26.726 người và mật độ dân số là 28 người/km2. Tổng diện tích của quận là 943,8 km2.